# Jérémie Azou
Jérémie Azou, né le 2 avril 1989 à Avignon, est un rameur français, champion olympique en deux de couple poids légers masculin aux Jeux olympiques d'été de 2016, associé à Pierre Houin. Il est licencié à la Société nautique d'Avignon depuis 2002.

## Biographie
Azou est associé en 2009 à Frédéric Dufour en deux de couples poids léger. Le duo est médaillé d'argent au championnat du monde 2009. Le 4 septembre 2011, Azou et Dufour se qualifient, à Bled (Slovénie), pour les Jeux olympiques 2012 de Londres, dans la catégorie deux de couple, mais l'équipage envoyé à Londres sera modifié à la suite des sélections de mars/avril 2012, Stany Delayre (Sport Nautique de Bergerac) remplaçant Frédéric Dufour dans l'embarcation.
Le duo formé par Jérémie Azou et Stany Delaire remporte sa première compétition internationale disputée ensemble, l'épreuve de Coupe du monde d'aviron de Lucerne en 2012, puis se classe quatrième des Jeux olympiques de Londres. Après cette épreuve, l'équipage est invaincu jusqu'au championnat du monde 2014 où le duo français est battu par l'équipe sud-africaine dans une course perturbée par le vent. À nouveau invaincus ensuite, les Français remportent le championnat du monde 2015 disputé à Aiguebelette. Leur stratégie de course en finale consiste à se caler juste derrière le bateau britannique au départ avant d'accélérer à 800 mètres de l'arrivée.
Lors de la course de Lucerne en 2016, Azou est associé à Pierre Houin au lieu de Delayre. Ce nouveau duo s'impose, ce qui conduit l'encadrement français à valider sa participation aux Jeux olympiques de Rio de Janeiro. Cette association remporte le titre olympique le 12 août.
En 2017, Azou remporte son 8ème titre consécutif de champions de France en skiff poids léger en établissant le record du bassin de Cazaubon. Ensuite, associé pour la 2e année avec Pierre Houin en deux de couples, ils remportent successivement les championnats d'Europe (4ème titre pour Azou), la coupe du monde de Poznań et celle Lucerne où il est invaincu depuis 2012. La saison s'achève en septembre sur le titre de champion du monde.
Début octobre 2017, à 28 ans, bien qu'invaincu en 33 courses consécutives, Jérémie Azou décide de mettre un terme à sa carrière pour se concentrer sur son métier de masseur-kinésithérapeute et ostéopathe.
Azou est surnommé « Superman ». Il est également qualifié de « surdoué ». Connu pour des qualités physiques, physiologiques hors normes le rameur français possède actuellement le record de France sur l'ergomètre (6 min 00 s 4) bien qu'ayant une meilleure performance en carrière supérieure (5 min 57 s 5). Il a également longtemps détenu la meilleure performance mondiale en skiff poids léger (6 min 46 s 6) mais en a été dépossédé depuis par l'Italien Marcello Miani en 2014 lors de Mondiaux à Amsterdam très venteux. Toutefois cette marque en skiff poids léger fait toujours office de meilleure performance mondiale pour les rameurs de la catégorie "Moins de 23 ans".
Parallèlement à sa carrière sportive, Jérémie Azou est masseur-kinésithérapeute et ostéopathe, à Lyon, où il s’entraîne au pôle France.

## Palmarès

### Jeux olympiques d'été
| Discipline                  | Londres 2012 Royaume-Uni | Rio 2016 Brésil                |
| --------------------------- | ------------------------ | ------------------------------ |
| Deux de couple poids légers | 4e                       | Médaille d'or, Jeux olympiques |

### Championnats du monde des - de 23 ans
- 2011
  -  Médaille d'or en skiff poids léger[12] à Amsterdam  Pays-Bas

### Championnats du monde d'aviron

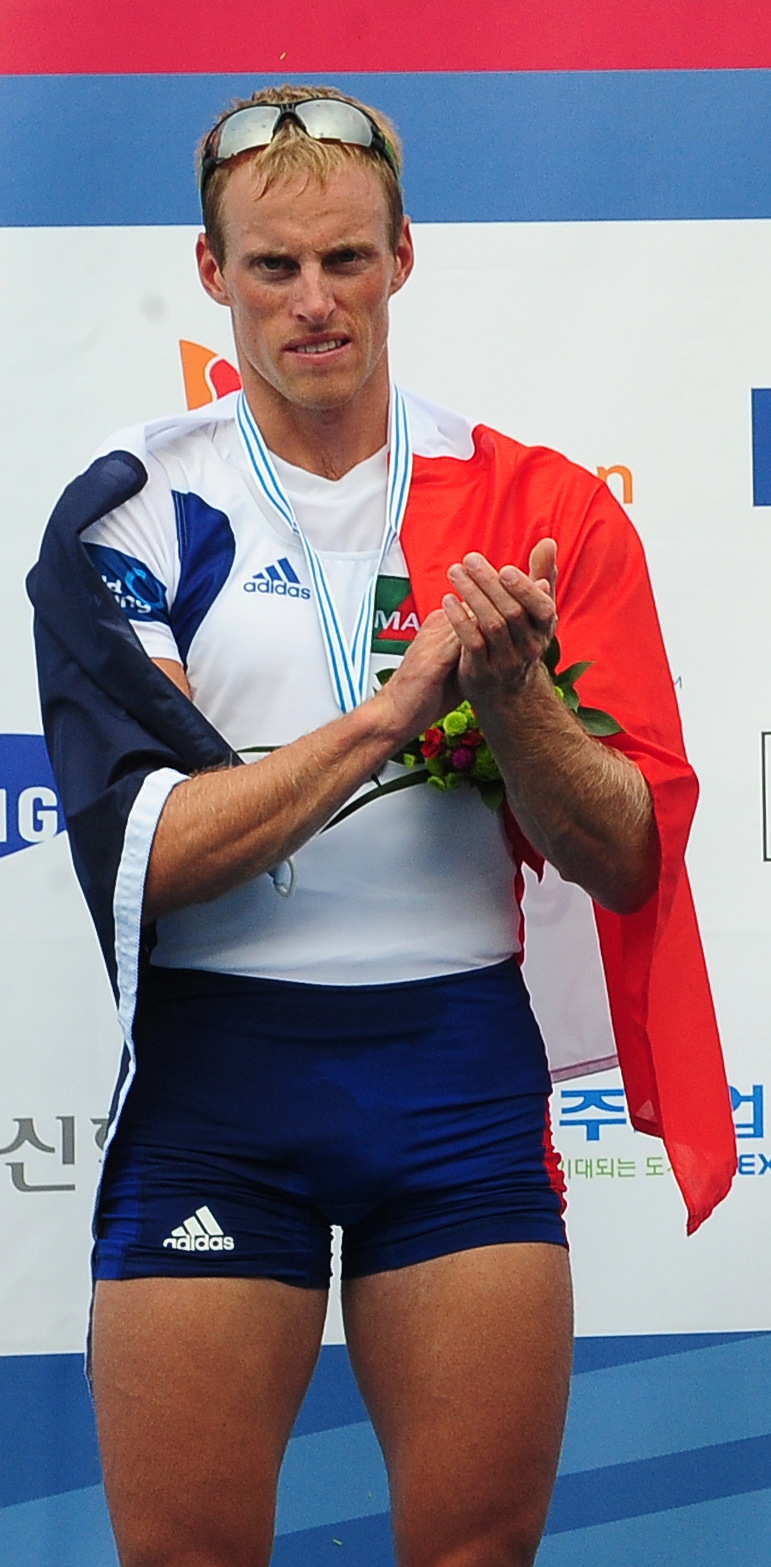
Championnat du monde 2013, Jémémie Azou est médaille d'argent en Skiff Poids léger

| Discipline           | Ottensheim 2008 Autriche | Poznań 2009 Pologne | Karapiro 2010 Nouvelle-Zélande | Bled 2011 Slovénie | Plovdiv 2012 Bulgarie | Chungju 2013 Corée du Sud | Amsterdam 2014 Pays-Bas | Aiguebelette 2015 France | Sarasota 2017 États-Unis |
| -------------------- | ------------------------ | ------------------- | ------------------------------ | ------------------ | --------------------- | ------------------------- | ----------------------- | ------------------------ | ------------------------ |
| Skiff, pl            |                          |                     |                                |                    |                       | Argent                    |                         |                          |                          |
| Deux de couple, pl   |                          | Argent              |                                |                    |                       |                           | Argent                  | Or                       | Or                       |
| Quatre de couple, pl | Argent                   |                     |                                |                    |                       |                           |                         |                          |                          |

- Championnat du monde 2013, Jémémie Azou est médaille d'argent en Skiff Poids léger2008 Médaille d'argent[13]
- 2009 Médaille d'argent Frédéric Dufour[13]
- 2013 Médaille d'argent[14]
- 2014 Médaille d'argent[15] avec Stany Delayre
- 2015 Médaille d'or avec Stany Delayre
- 2017 Médaille d'or avec Pierre Houin

### Coupe du monde d'aviron
- 2008
  -  1er en quatre de couple poids léger à la Coupe du monde à Poznań  Pologne
  - 6e en deux de couple poids léger à la Coupe du monde à Lucerne  Suisse
  - 6e en deux de couple poids léger à la Coupe du monde à Munich  Allemagne
- 2009
  -  3e en deux de couple poids léger à la Coupe du monde à Lucerne  Suisse
  - 6e en skiff poids léger à la Coupe du monde à Bagnoles  Espagne
- 2010
  -  3e en deux de couple poids léger à la Coupe du monde à Bled  Slovénie
  - 13e en deux de couple poids léger à la Coupe du monde à Lucerne  Suisse
- 2011
  -  2e en deux de couple poids léger à la Coupe du monde à Munich  Allemagne
  - 6e en deux de couple poids léger à la Coupe du monde à Lucerne  Suisse
- 2012
  -  2e en deux de couple poids léger à la Coupe du monde à Munich  Allemagne[11]
  -  1er en deux de couple à la Coupe du monde à Lucerne  Suisse
  -  3e en skiff poids léger à la Coupe du monde à Belgrade  Serbie
- 2013
  -  1er en deux de couple poids léger à la Coupe du monde à Munich  Allemagne[11]
- 2014
  -  1er en deux de couple poids léger à la Coupe du monde à Lucerne  Suisse[16]
- 2015
  -  1er en deux de couple poids léger à la Coupe du monde à Lucerne  Suisse
- 2016
  -  1er en deux de couple poids léger à la Coupe du monde à Lucerne  Suisse

### Championnats d'Europe d'aviron
| Discipline           | Montemor-o-Velho 2010 Portugal | Plovdiv 2011 Bulgarie | Varèse 2012 Italie | Séville 2013 Espagne | Belgrade 2014 Serbie | Poznań 2015 Pologne |
| -------------------- | ------------------------------ | --------------------- | ------------------ | -------------------- | -------------------- | ------------------- |
| Skiff, pl            |                                |                       |                    |                      |                      |                     |
| Deux de couple, pl   | Bronze                         |                       |                    | Or                   | Or                   | Or                  |
| Quatre de couple, pl |                                |                       |                    |                      |                      |                     |

- 2010 Médaille de bronze en deux de couple poids léger
- 2013 Médaille d'or en deux de couple poids léger
- 2014 Médaille d'or en deux de couple poids léger[17]
- 2015 Médaille d'or en deux de couple poids léger
- 2017 Médaille d'or aux championnats d'Europe d'aviron indoor au Stade Charléty (Paris)
- 2017 Médaille d'or en deux de couple poids léger

### Championnats de France d'aviron
- 2008

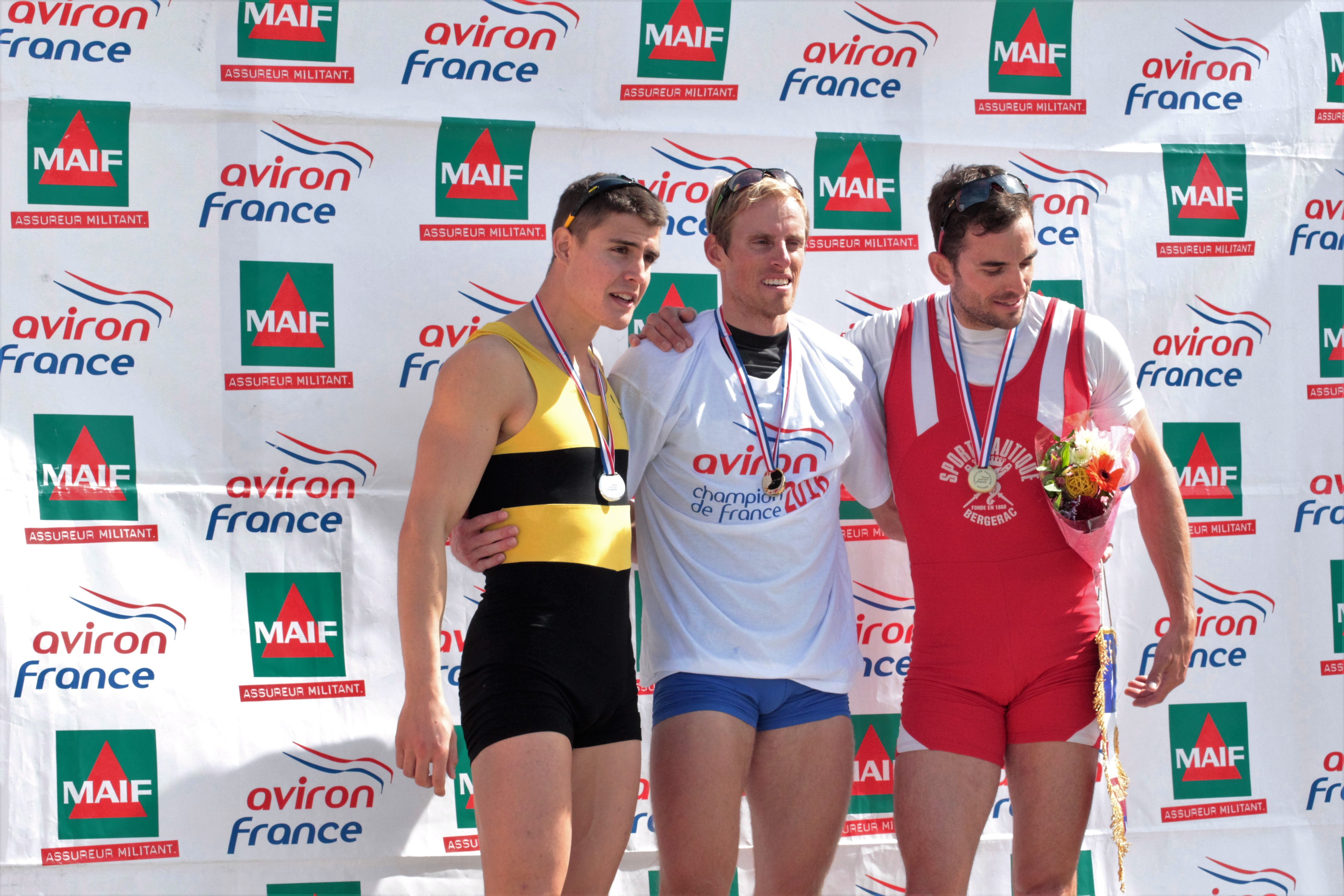
Podium 2016 1-Azou 2-Houin 3-Delayre

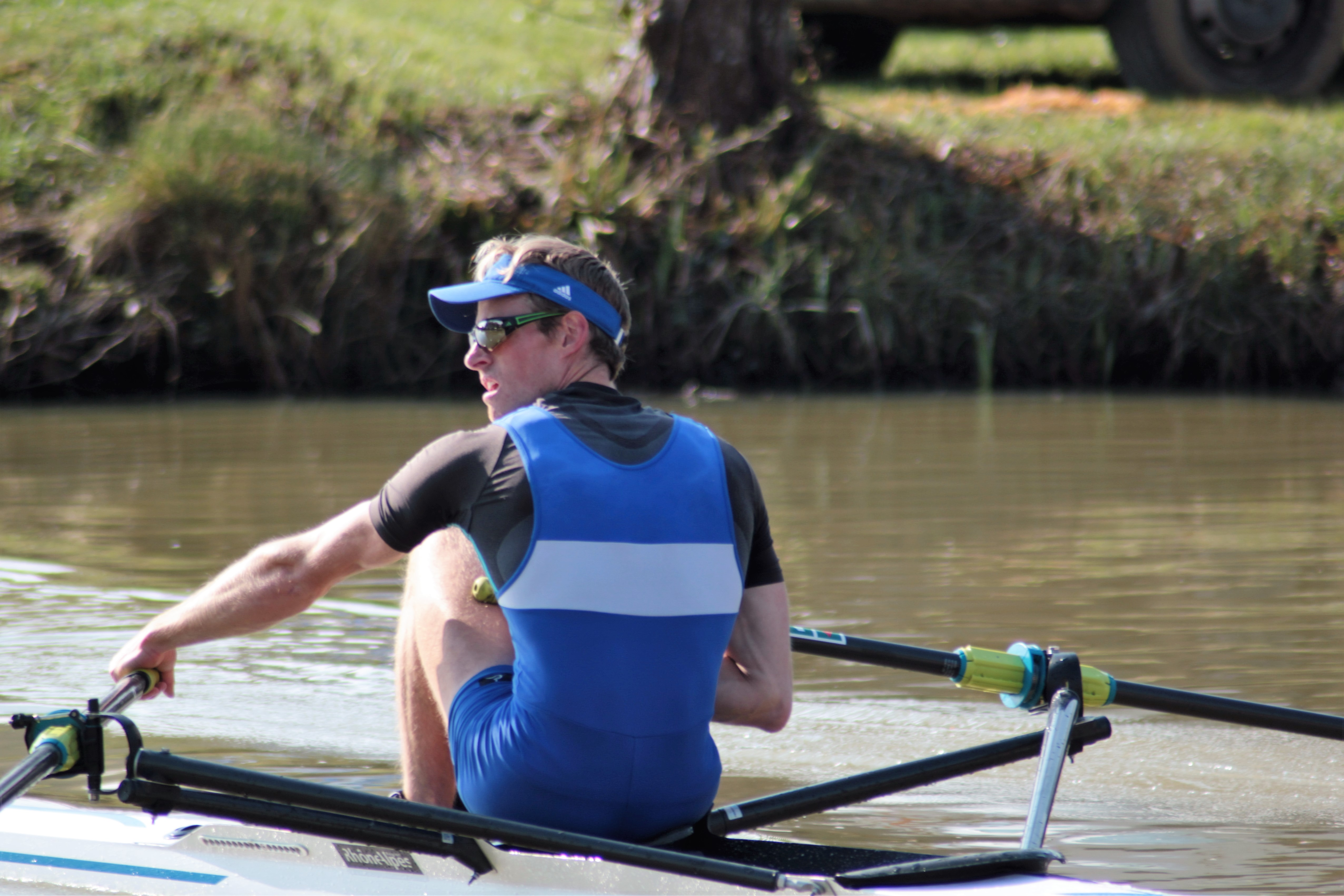
Championnat de France Skiff Poids légers 2016

  -  Médaille d'argent en skiff poids léger au championnat de France à Cazaubon (Gers)
  - 11e en quatre de couple au championnat de France à Mantes-la-Jolie (Yvelines)
- 2009
  -  Médaille d'argent en skiff poids léger au championnat de France à Cazaubon (Gers)
  - 12e en quatre de couple au championnat de France à Aiguebelette (Savoie)
- 2010
  -  Médaille d'or en skiff poids léger au championnat de France à Cazaubon (Gers)
  -  Médaille de bronze en deux de couple poids léger au championnat de France au Creusot (Saône-et-Loire)
- 2011
  -  Médaille d'or en skiff poids léger au championnat de France à Aiguebelette (Savoie)
  -  Médaille d'argent en deux de couple poids léger au championnat de France Brive-la-Gaillarde (Corrèze)
- 2012
  -  Médaille d'or en skiff poids léger au championnat de France à Cazaubon (Gers)
  -  Médaille de bronze en deux de couple au championnat de France Mantes-la-Jolie (Yvelines)
- 2013
  -  Médaille d'or au championnat de France d'aviron indoor en Hommes Poids Léger au stade Pierre-de-Coubertin (Paris)
  -  Médaille d'or en skiff poids léger au championnat de France Brive-la-Gaillarde (Corrèze)
- 2014
  -  Médaille d'or en skiff poids léger au championnat de France à Cazaubon (Gers)
- 2015
  -  Médaille d'or en skiff poids léger au championnat de France à Cazaubon (Gers)
- 2016
  -  Médaille d'or au championnat de France d'aviron indoor en Hommes Poids Leger au stade Pierre-de-Coubertin (Paris)
  -  Médaille d'or en skiff poids léger au championnat de France à Cazaubon (Gers)
- 2017
  -  Médaille d'or au championnat de France d'aviron indoor en Hommes Poids Leger au stade Charléty (Paris)[18]

## Distinctions
- Chevalier de la Légion d'honneur le 1er décembre 2016[19]